# 厳原八幡宮神社

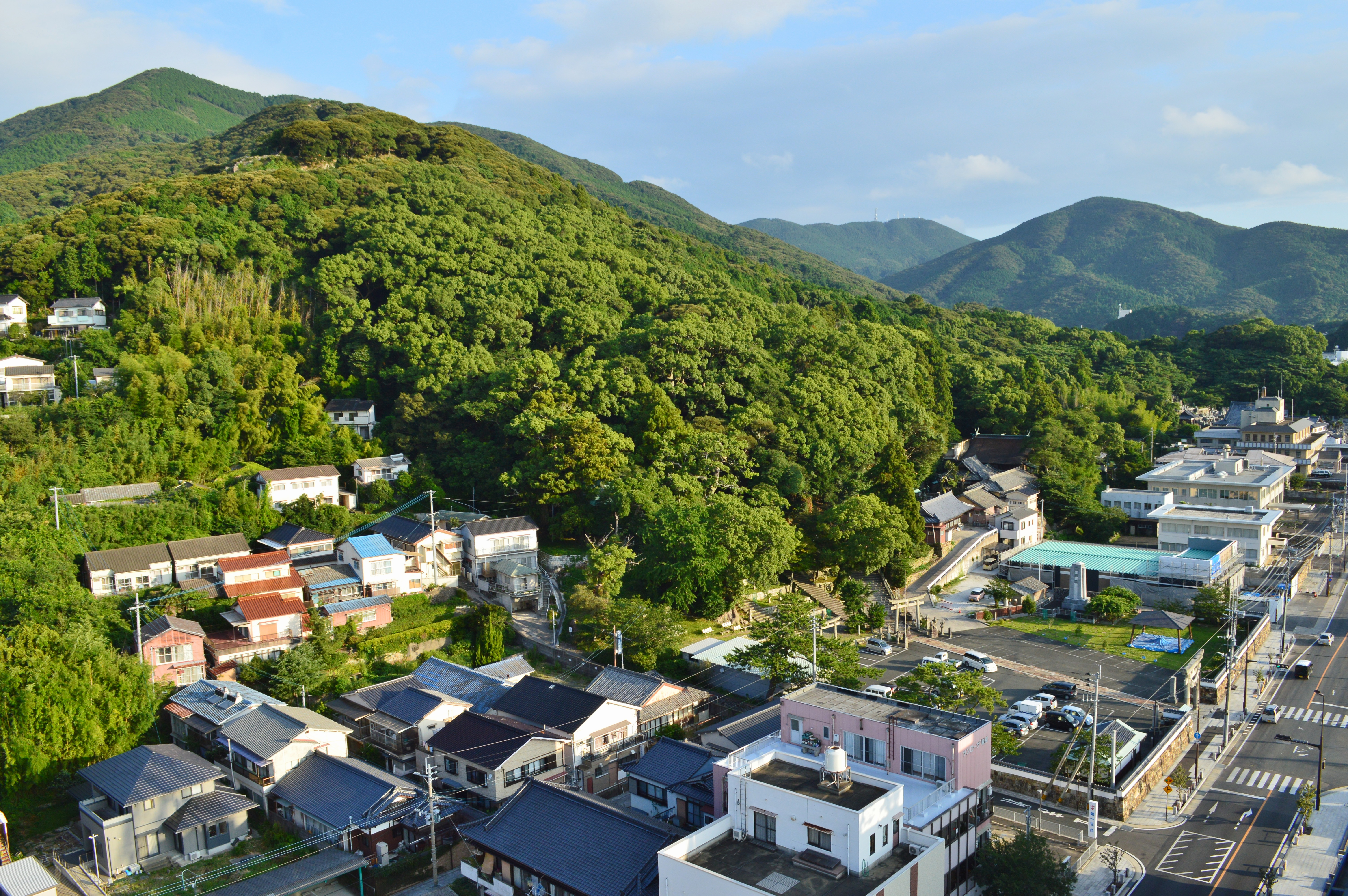
左に清水山、右下に境内

厳原八幡宮神社（いづはらはちまんぐうじんじゃ）は、長崎県対馬市厳原町中村にある神社。対馬国の一宮(論社)。
正式な社名は「八幡宮神社」で、「厳原」という地名は入らないが、他所の八幡宮ないし八幡神社と区別するために、「厳原八幡宮」と呼ばれることもある。石段を登ると、楼門の先に拝殿が見える（写真。拝殿の奥に屋根だけ見えるのが本殿）が、楼門にかかる扁額も「八幡宮神社」と記す。

## 祭神
- 応神天皇
- 神功皇后
- 仲哀天皇
- 姫大神
- 武内宿禰

## 歴史
社伝によれば、神功皇后が三韓征伐からの帰途、対馬の清水山に行啓し、この山は神霊が宿る山であるとして山頂に磐境を設け、神鏡と幣帛を置いて天神地祇を祀ったという。677年（天武天皇6年）、天武天皇の勅命により清水山の麓に社殿を造営して八幡神を祀ったのに始まると伝える。1476年（文明8年）の棟札写に「それ当社はすなわち州の男山の原廟にして万世鎮国の霊神なり」とあり、八幡信仰の中心である石清水八幡宮の起源ともいわれている、という俗伝もあるが、近年当社で編集／発行されている『八幡宮神社由緒略記』には、これらの俗伝は採用されていないる。
対馬には上県郡と下県郡に八幡宮があり、上県郡のものを上津八幡宮（現 海神神社）、下県郡の当社を下津八幡宮と並び称した。戦国時代ごろから府中八幡宮と称されるようになった。
1871年（明治4年）、当社が式内名神大社「和多都美神社」に比定されて和多都美神社に改称したこともあったが、1890年（明治23年）に元の八幡宮に戻し、「八幡宮神社」と称して、現在は和多都美神社との関連を称していない。
1874年（明治7年）に郷社に列せられ、1916年（大正5年）に県社に昇格した。

## ギャラリー

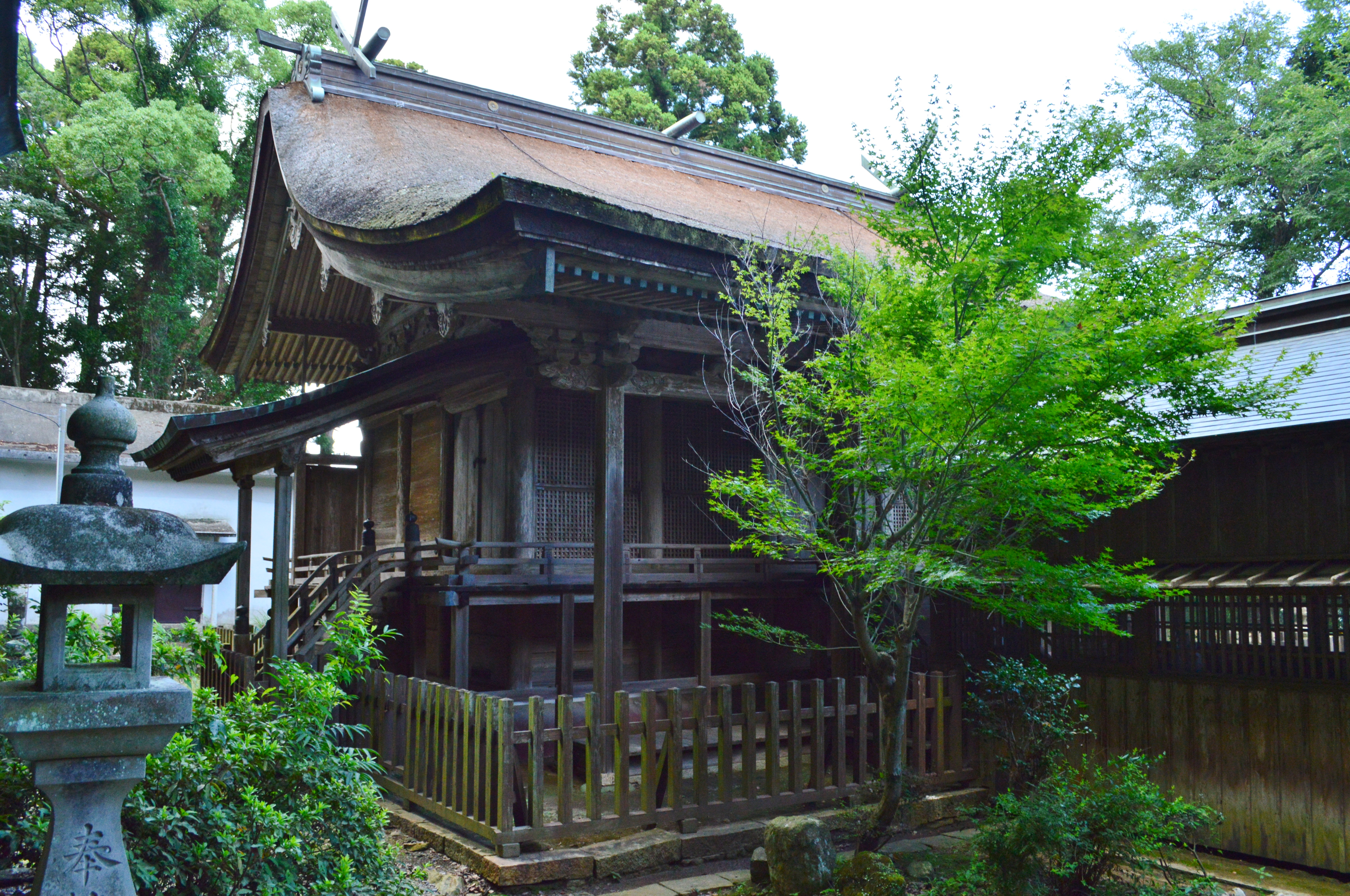
本殿
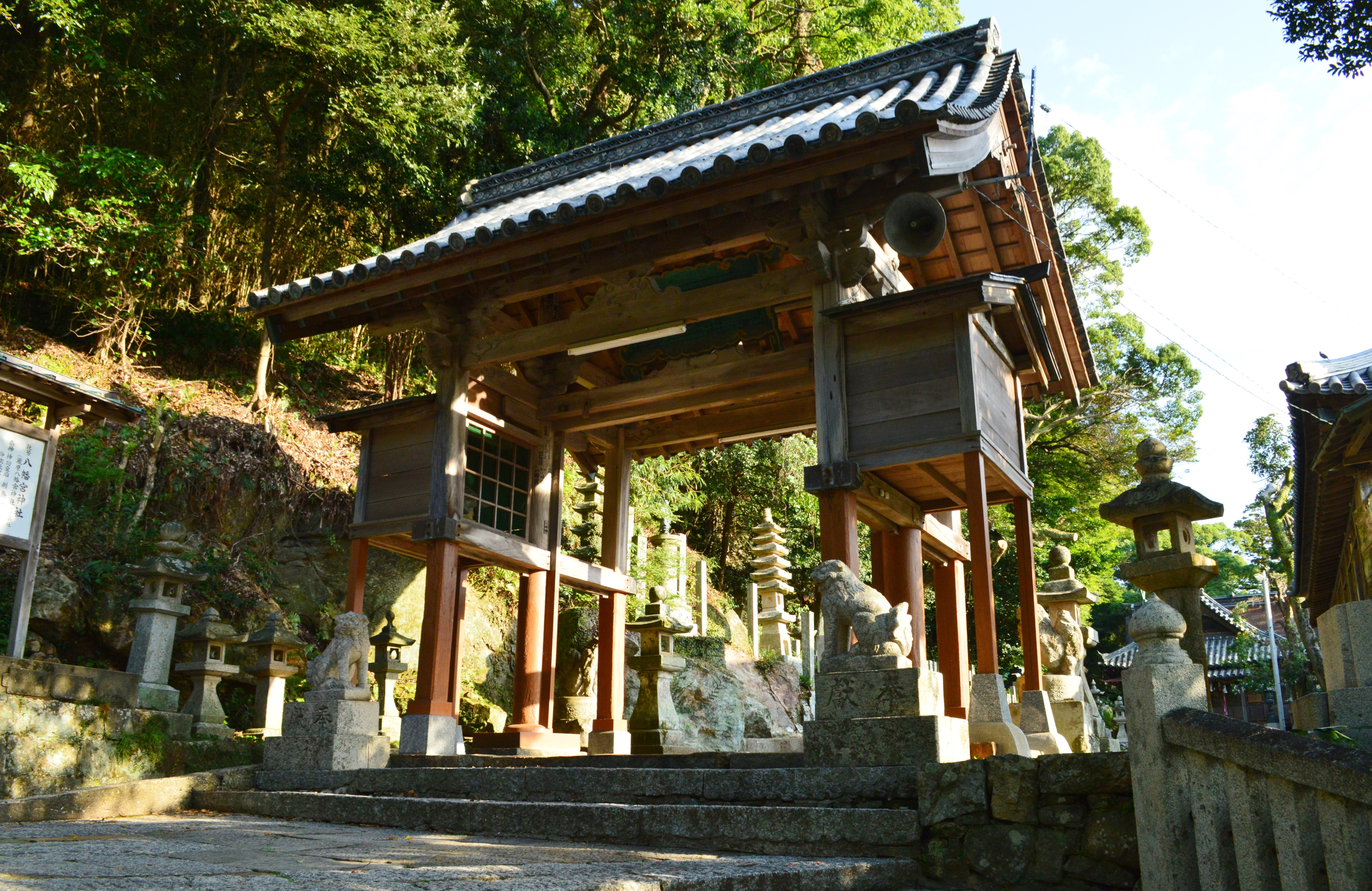
神門
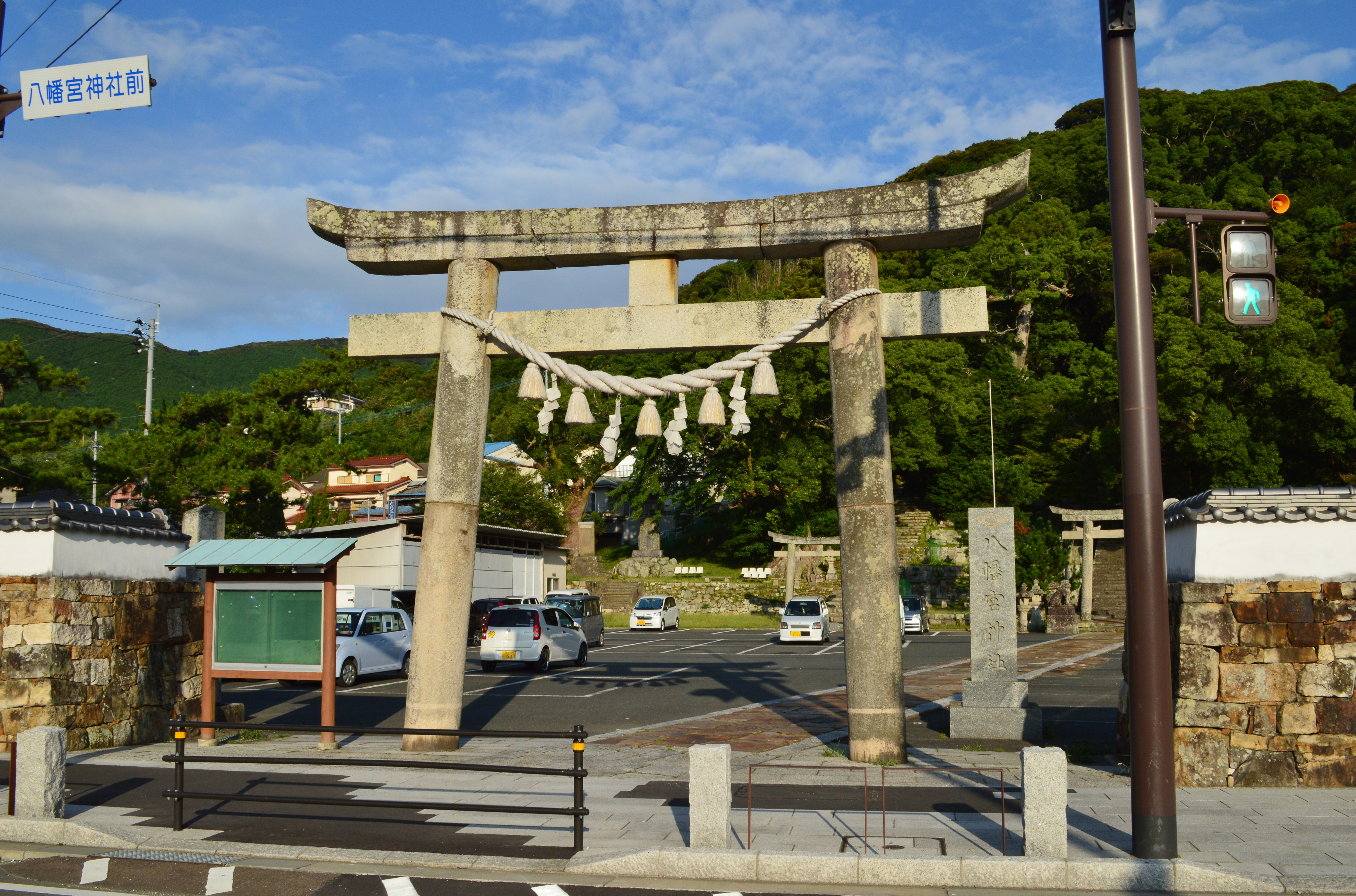
鳥居
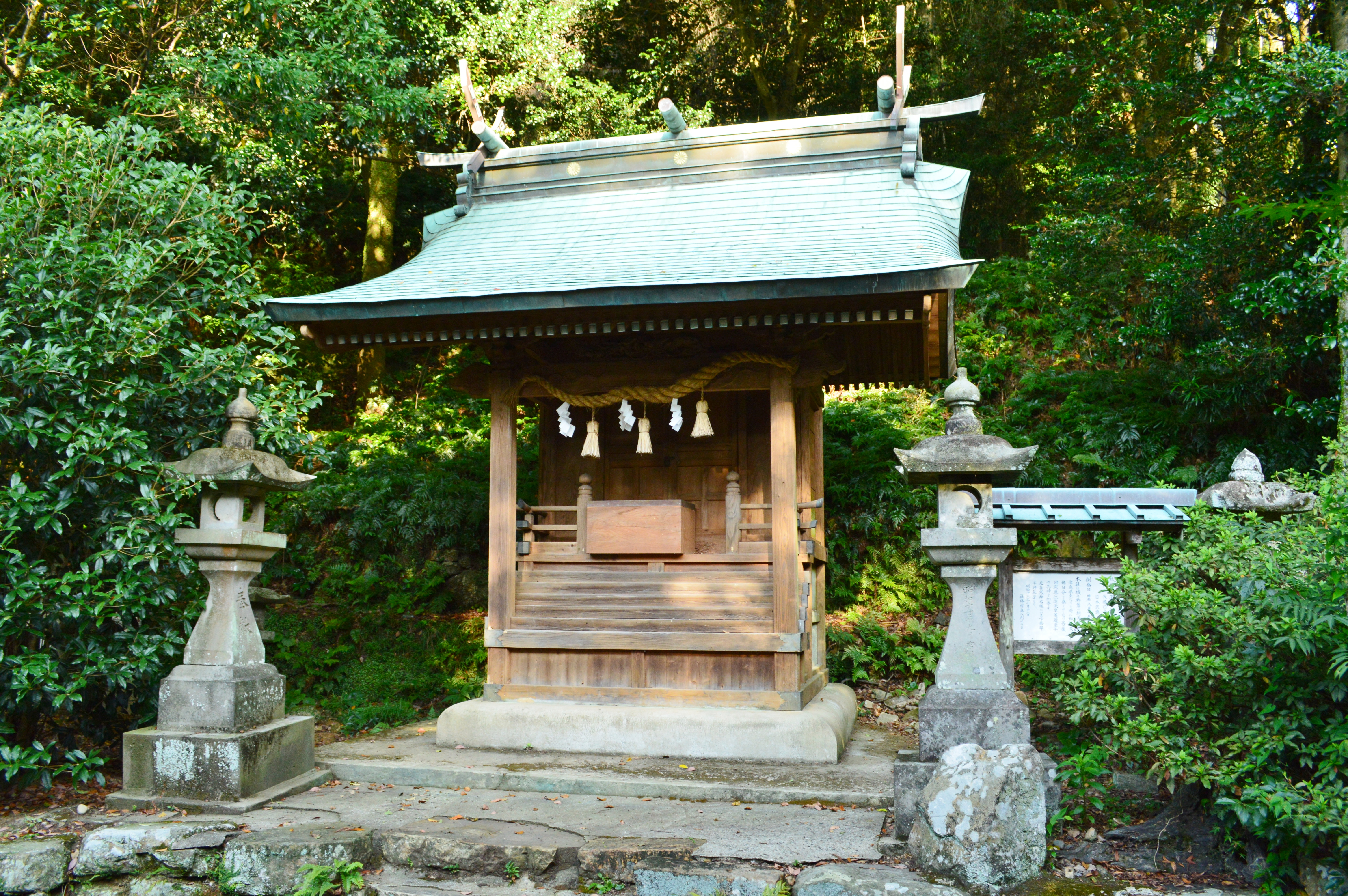
境内平神社
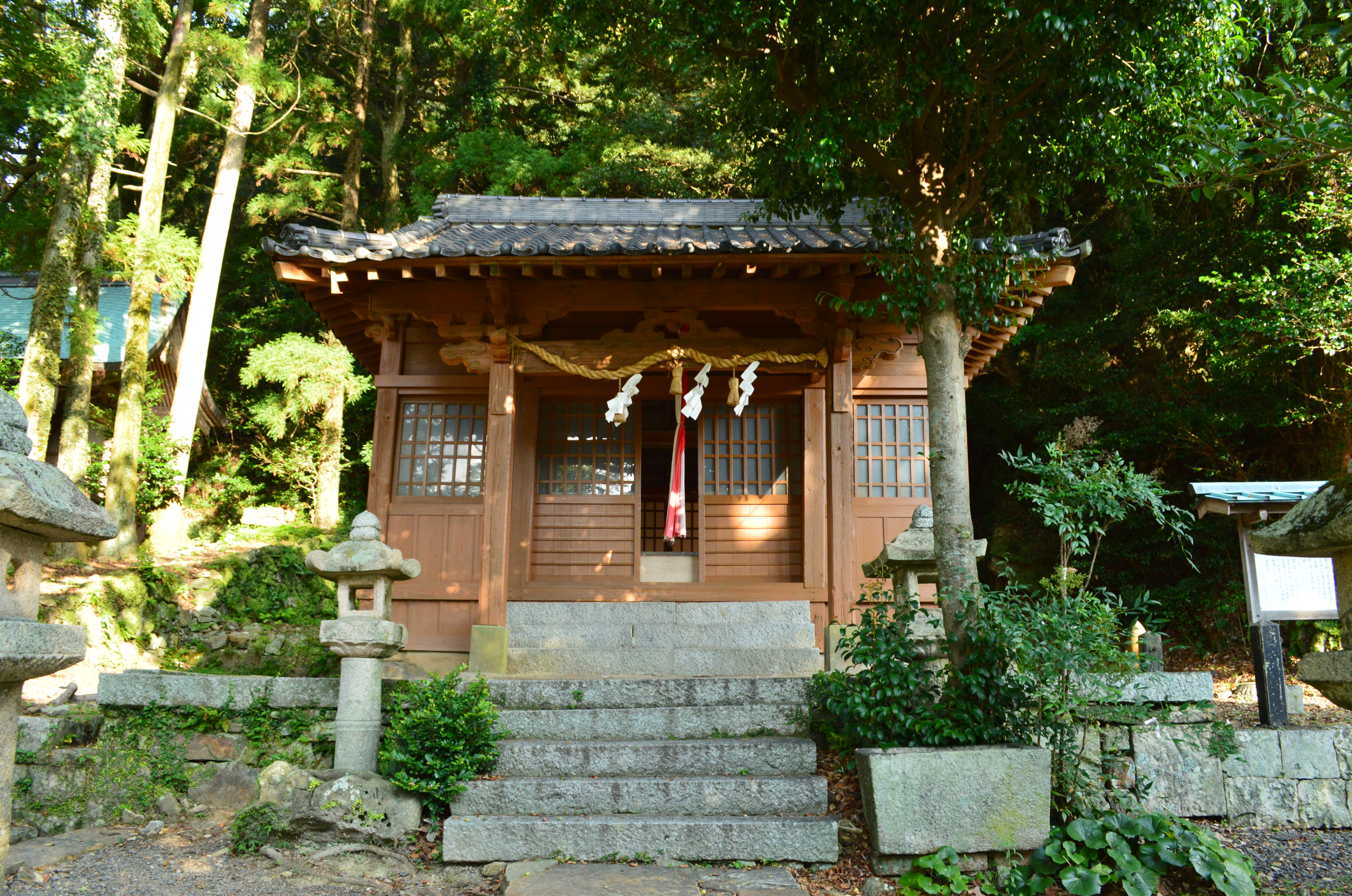
境内宇努刀神社
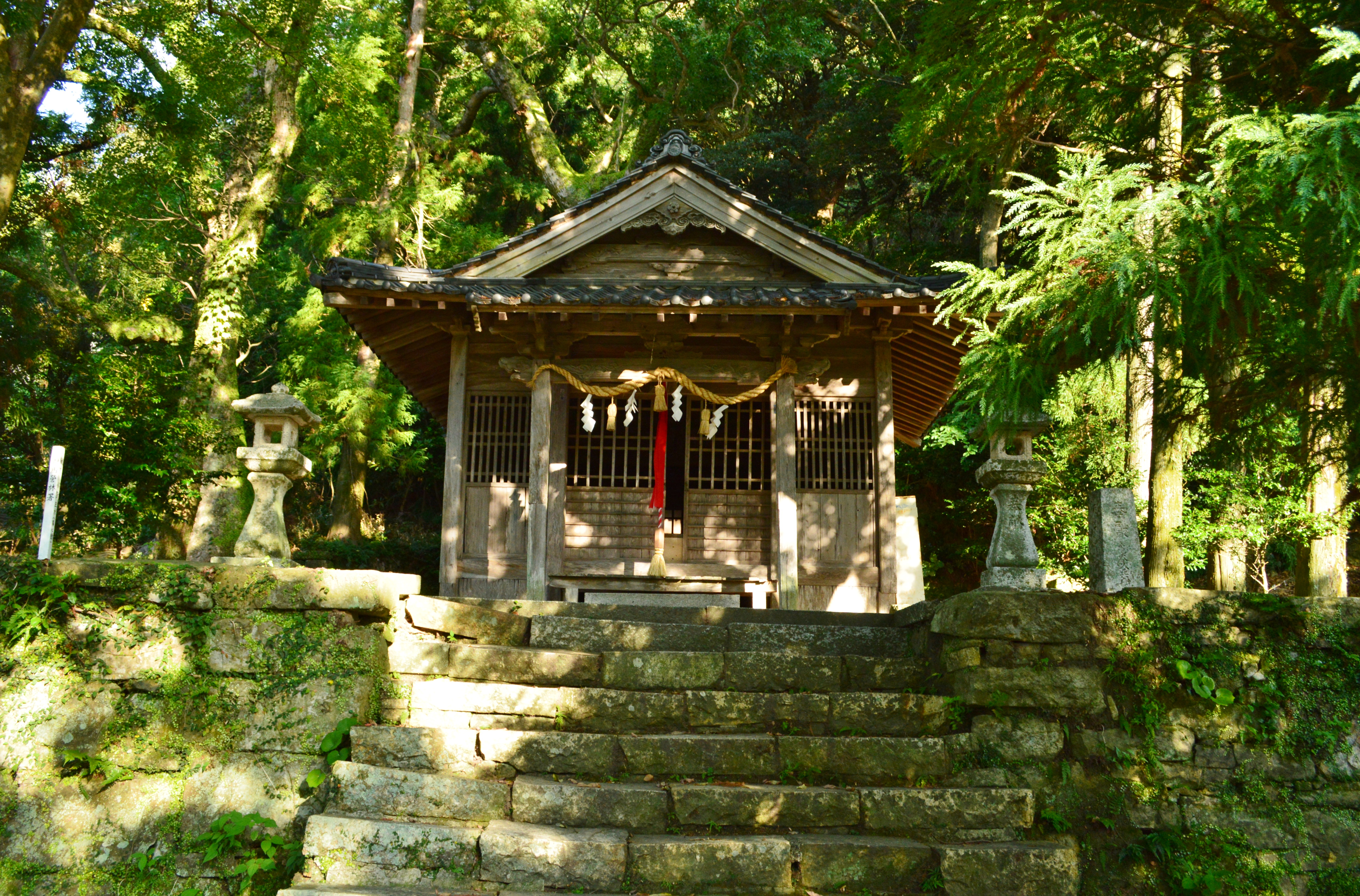
境内天神神社